# Château Gradec
Le château Gradec, Kaštel Gradec en croate, a été édifié par la famille Frankopan, il s'agit probablement du premier château de cette famille noble dans l'Ile de Krk en Croatie.

## Historique
Ce château caché à l'intérieur de l'Ile, est considéré comme celui d'origine de la Famille Frankopan. Il était le centre du pouvoir militaire, politique et administratif de l'Ile.
Le château est mentionné par le Comte Nikola Frankopan en 1322.
Le Château a été abandonné au XVe siècle et il n'en reste que des ruines, sans doute par un déplacement du centre de pouvoir à Krk (ville), par l'administration vénitienne.

## Description
Gradec, a également porté le nom de forteresse de Rovoznik. Le Château a un plan en forme d'un rectangle irrégulier, de 22 m x 20 m. Son intérieur simple se composait d'une petite cour, d'une pièce principale allongée et d'une cuisine avec cellier. Une chapelle est également présente à proximité immédiate du château.